# Chefal
Chefalul sau singhilul (Liza aurata) este un pește teleostean, marin, migrator, din familia Mugilide, răspândit pe litoralul european și african al Oceanului Atlantic, în mările Mediterană, Neagră, Azov, de circa 20-50 cm și 200-800 g, cu corpul fusiform, solzi și pe cap.
Are corpul cu străluciri aurii pe laturi, laturile cenușii cu 6-7 dungi înguste longitudinale cenușii-albăstrui sau cafenii-aurii și burta argintie.
Pe opercul în mod constant prezintă o pată mare aurie, bine conturată.
Se caracterizează prin pleoape adipoase slab dezvoltate (rudimentare), pupila circulară, iar pe ceafă solzii sunt prevăzuți cu o strie mediană.
Are o carne foarte gustoasă, care se consumă proaspătă, sărată și mai ales afumată.